# Reynir Bödvarsson
Reynir Eyvindur Bödvarsson (Böðvarsson) es un sismólogo islandés, que desarrolla actividades académicas en la Universidad de Upsala en Suecia. En 2007, Bödvarsson era responsable de la Red Sismológica Nacional de Suecia.

## Algunas publicaciones
- 2011. Swedish National Seismic Network (SNSN): A Short Report on Recorded Earthquakes During the First Quarter of the Year 2011. SKB P 11 (15). Ed. Svensk kärnbränslehantering (SKB), 15 pp.

- 2005. Sverige och tsunamin: granskning och förslag. Informes oficiales del gobierno. Autor Sverige 2005 års katastrofkommission. Editor Norstedts Juridik AB, 536 pp ISBN 9138224755 en línea

- 2003. The SIL seismological data acquisition system—as operated in Iceland and in Sweden. Con B. Lund. En: T. Takanami & G. Kitagawa

- 1989. The SIL Project: 2. General Report. Con Ragnar Stefansson, Jörgen Hjelme. Colaboró SIL project